# Consorzio per sovvenzioni su valori industriali
Il Consorzio per sovvenzioni su valori industriali (CSVI) fu un ente creato nel 1914 dalla Banca d'Italia per garantire il credito alle imprese allo scoppio della prima guerra mondiale. Nel 1922 fu creata la sezione autonoma speciale del CSVI allo scopo di salvare i gruppi industriali e bancari italiani durante la crisi dovuta alla fine dell'economia di guerra. Nel 1926 la sezione fu trasformata nell'Istituto liquidazioni, poi diventato l'Istituto per la ricostruzione industriale (IRI), mentre la sezione ordinaria continuò a operare fino al 1936, quando fu assorbita dall'Istituto Mobiliare Italiano (IMI).

## Storia

### La prima guerra mondiale
Allo scoppio della prima guerra mondiale il governo si mosse per la creazione di un ente che facilitasse l'accesso al credito per le imprese industriali, specialmente in vista di un possibile coinvolgimento dell'Italia nella guerra. Allo scopo il 20 dicembre 1914 il governo Salandra istituì il Consorzio per sovvenzioni su valori industriali (CSVI) tra gli istituti di emissione Banca d'Italia, Banco di Napoli e Banco di Sicilia e a cui fu concesso l'accesso alla Cassa di Risparmio delle Provincie Lombarde, alla Compagnia di San Paolo di Torino, alla Banca Monte dei Paschi di Siena e alle altre casse di risparmio aventi oltre venti milioni di lire tra patrimonio e depositi. L'atto costitutivo del CSVI fu stipulato il 27 gennaio 1915, approvato e iniziò a operare il 22 febbraio 1915. Il funzionamento del CSVI era così strutturato: le imprese industriali emettevano cambiali, che però potevano avere anche una sola firma, rendendole formalmente non idonee al risconto diretto presso gli istituti di emissione, per ottenere il finanziamento, le imprese depositavano titoli azionari o obbligazionari a garanzia delle cambiali presso il CSVI, che acquistando queste cambiali e, apponendo la propria firma, le rendeva conformi ai requisiti richiesti per il risconto presso gli istituti di emissione, il CSVI presentava poi le cambiali agli istituti di emissione (come la Banca d'Italia), ottenendo liquidità che poteva essere reinvestita nel finanziamento di altre imprese. Di fatto il CSVI si rivelò essere un'istituzione ridondante rispetto a quelle già presenti, contribuendo così in maniera minima alla cessione del credito durante la guerra.

### Il primo dopoguerra
Con la fine dell'economia di guerra il CSVI si trasformò in uno strumento fondamentale per salvare le grandi imprese in crisi. Nel corso della guerra il gruppo Ansaldo, grazie a importanti commesse pubbliche crebbe enormemente, finita l'economia di guerra il gruppo metalmeccanico si rivolse alla Banca Italiana di Sconto, di cui deteneva molte quote, che concesse il credito trovandosi così esposta verso l'Ansaldo per circa un terzo del suo attivo. Nel 1921 l'Ansaldo entrò definitivamente in crisi, di conseguenza la fiducia dei correntisti verso la Banca Italiana di Sconto crollò, provocandone la chiusura il 29 dicembre 1921. Considerata la dimensione della manodopera occupata dall'Ansaldo, concentrata a Genova, ma diffusa anche altrove il ministro delle finanze del governo Bonomi Camillo Peano, decise di coinvolgere la Banca d'Italia diretta da Bonaldo Stringher per il salvataggio del gruppo industriale. Il 4 marzo 1922 fu così creata Sezione Speciale Autonoma del Consorzio Sovvenzioni su Valori Industriali per occuparsi della questione, per le operazioni di smobilizzo dell'attivo della Banca Italiana di Sconto e quindi del salvataggio delle imprese collegate. Il fallimento della Banca Italiana di Sconto coinvolse ben presto anche il Banco di Roma. Il 21 settembre 1923 il ministro delle finanze del governo Mussolini Alberto de' Stefani, diede l'avallo al paino di salvataggio del Banco Roma presentato da Stringher. Il piano consisteva nel trasferimento delle perdite del Banco di Roma alla Società Finanziaria Industriale Italiana, il cui credito era concesso dal CSVI, in cambio della cessione dei titoli di proprietà e credito delle imprese non finanziarie. La finanziaria inoltre acquisì una partecipazione nel Banco di Roma, poi trasferite alla Sezione Speciale Autonoma del CSVI nel 1925, in questo modo la Banca d'Italia si trovò a essere uno dei proprietari di una delle maggiori banche italiane.

### La liquidazione della sezione speciale
Nel dicembre del 1924 il CSVI fu riorganizzato, fu consentita l'emissioni di buoni fruttiferi e la sezione ordinaria fu ulteriormente separata da quella speciale. La sezione Speciale Autonoma fu soppressa il 6 novembre 1926 e le sue passività trasferite all'"Istituto di Liquidazioni" e in seguito all'IRI. La sezione ordinaria fu costituita il 12 marzo 1936 in in Sezione autonoma dell'Istituto Mobiliare Italiano (IMI).